# Burak Yiğit

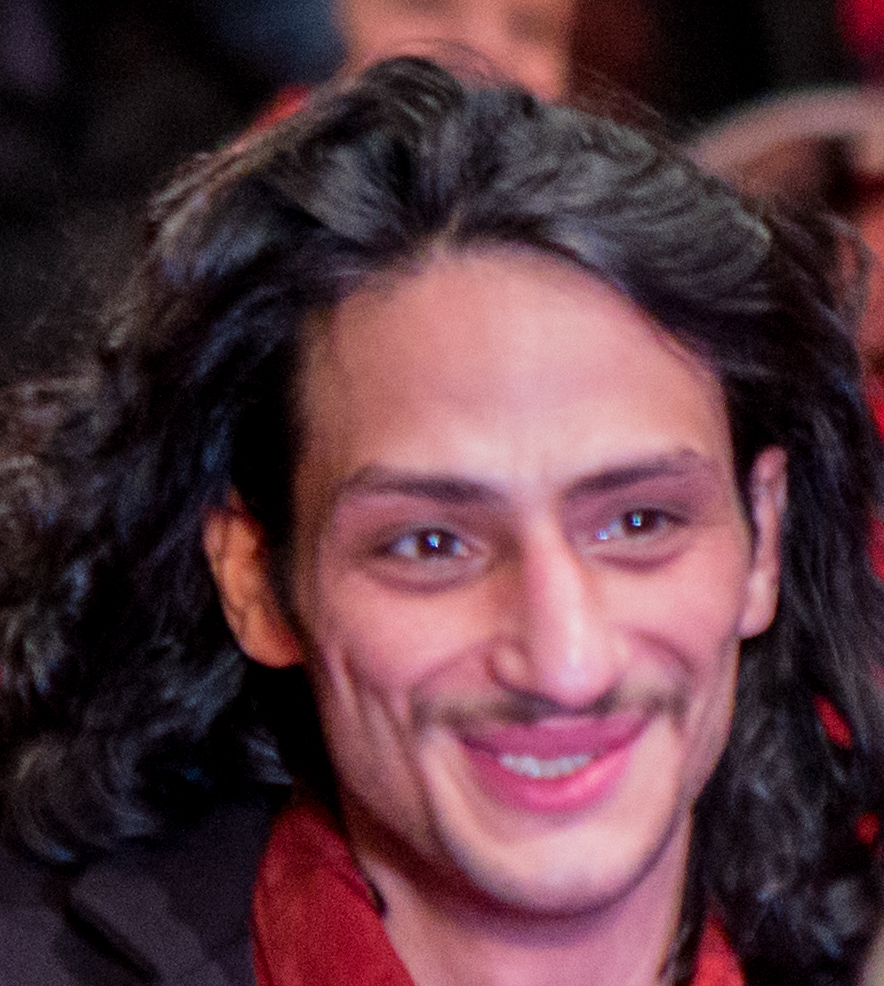
Burak Yiğit auf der Berlinale 2015

Burak Yiğit (* 1. Januar 1986 in Berlin) ist ein deutscher Schauspieler.

## Leben
Yiğit, der türkischer Abstammung ist, spielte unter anderem am Hebbel-Theater unter dem Regisseur Tamer Yiğit, in Kurzfilmen, aber auch im Fernsehen. Ein größeres Publikum sah ihn 2008 in der Tatort-Folge Auf der Sonnenseite, in der er den jungen Ganoven Deniz Nezrem darstellte. Seine erste Kinorolle hatte er 2006 in dem Berlinale-Eröffnungsfilm 1. Mai – Helden bei der Arbeit. Für die Hauptrolle im Kinofilm Bis aufs Blut – Brüder auf Bewährung erhielt er 2011 den Bayerischen Filmpreis sowie den Max Ophüls Preis als bester Nachwuchsdarsteller. Der Thriller Victoria von Sebastian Schipper, der seine Premiere im Wettbewerb der Berlinale 2015 feierte, wurde im selben Jahr für den Deutschen Filmpreis als bester Spielfilm nominiert.
Auf der Bühne war er unter anderem in BABA – oder Mein geraubtes Leben im Heimathafen Neukölln, Die letzten Tage der Menschheit im HAU – Hebbel am Ufer und Stadt des Lichts in der Volksbühne Berlin zu sehen.

## Filmografie (Auswahl)
- 2008: Tatort – Auf der Sonnenseite (TV-Reihe)
- 2009: 66/67 – Fairplay war gestern
- 2009: Moruk (Kurzfilm)
- 2010: Bis aufs Blut – Brüder auf Bewährung
- 2010: Shahada
- 2012: Polizeiruf 110 – Fieber (TV-Reihe)
- 2012: Karaman
- 2012: Westerland
- 2012: Ein starkes Team – Eine Tote zuviel (TV-Reihe)
- 2013: Ummah – Unter Freunden
- 2013: Willkommen bei Habib
- 2013: Heldt (Fernsehserie, Folge Gefährliches Spielzeug)
- 2014: Momentversagen
- 2014: Nichts für Feiglinge
- 2014: Tatort – Kopfgeld
- 2015: Einstein
- 2015: Mustang
- 2015: Victoria
- 2015: The Bittersweet Taste of Power
- 2016: Die Stadt und die Macht, TV-Sechsteiler
- 2016: Tatort – Der große Schmerz
- 2016: Tatort – Fegefeuer
- 2016: Dimitrios Schulze
- 2016: Mann im Spagat – Pace, Cowboy, Pace
- 2016: Letzte Spur Berlin (Fernsehserie, Folge Fenster zum Hof)
- 2016, 2017: SOKO Leipzig – Heimatlos, Das genetische Limit (TV-Reihe)
- 2017: Stralsund (Fernsehreihe, Folge Kein Weg zurück)
- 2017: Familiye
- 2018: Herr und Frau Bulle: Tod im Kiez
- 2018: Blockbustaz – Willkommen in der Hood (Fernsehserie, Folge Hochzeit)
- 2018: Heldt (Fernsehserie, Folge Döner mit Biss)
- 2018: Dünnes Blut
- 2018: Mordkommission Istanbul (Fernsehserie, Folge Der letzte Gast)
- 2018: Wilsberg – Die Nadel im Müllhaufen
- 2018: Verpiss dich, Schneewittchen!
- 2018: Billy Kuckuck – Margot muss bleiben!
- 2019: Gegen die Angst
- 2019: Der Weihnachtsgrummel (Miniserie)
- 2020: Toubab
- 2021: Fly
- 2022: Me Myself Andi (Kurzfilm)
- 2022: Der Barcelona-Krimi: Der längste Tag (Fernsehreihe)
- 2022: Tatort: Das Opfer
- 2023: Asbest
- 2023: Early Birds
- 2023: One for the Road[1]
- 2025: SOKO Potsdam: Lagerkoller

## Auszeichnungen
- 2010: EZetera Filmpreis beim Internationalen Filmfest Emden-Norderney für Bis aufs Blut – Brüder auf Bewährung (gemeinsam mit Jacob Matschenz)
- 2011: Bayerischer Filmpreis 2010 in der Kategorie Nachwuchsdarsteller (gemeinsam mit Jacob Matschenz)